# Hélène Roederer
Hélène Roederer, née le 5 mai 1921 à Dillingen (Sarre) et morte le 10 mai 1945 à Ravensbrück, est une résistante française.
Jeune étudiante, membre active, dès 1942, des mouvements Témoignage chrétien puis Défense de la France, elle est déportée en août 1944 à Ravensbrück où elle meurt en mai 1945, à l'âge de 24 ans.

## Biographie

### Famille
Hélène Roederer est la fille de Joseph Roederer (1882-1969), ingénieur des mines, directeur général des forges et aciéries de Dilling, commandeur de la Légion d'honneur,, et Jeanne Friedel (1888-1966), fille de Georges Friedel (1865-1933). Joseph, blessé durant la Grande Guerre est fait prisonnier en mai 1915 par les Allemands et emprisonné en Allemagne à Ingolstadt, où il se lie d'amitié avec Charles de Gaulle, lui aussi détenu au même endroit.
Hélène est l'ainée d'une fratrie de six enfants. Elle a quatre frères, Michel, André, Etienne, Charles et une sœur, Marie-Noëlle (1923-2018).
Elle est la cousine du physicien Jacques Friedel, grand-croix de la Légion d'honneur.

### Résistance
Hélène fait ses études secondaires à Saint-Étienne et obtient un double baccalauréat de mathématiques et de philosophie en 1938. Dès l'armistice du 22 juin 1940, elle tente de gagner l’Angleterre. Ce projet n'ayant pu aboutir, elle s'installe à Lyon en 1941 pour y poursuivre des études d'histoire à la Faculté des Lettres de Lyon et à partir de 1942, elle prépare une agrégation.
Au début de 1942, Adrien Nemoz, son camarade de faculté, l’engage pour diffuser le journal clandestin, les Cahiers du Témoignage chrétien. Il la présente ensuite à Suzanne Guyotat, bibliothécaire, à qui Philippe Viannay a demandé de prendre la responsabilité en zone sud du journal clandestin qu’il publie à Paris, Défense de la France. Hélène la seconde pour l'impression du journal, la fabrication de fausses cartes d'identité, les liaisons et les missions. Grâce à Hélène et à un réfugié belge, Francis Cleirins, le journal peut être diffusé dans la région lyonnaise, la Loire, la Drôme et l'Ardèche.
A l’automne 1943, elle suit sa famille à Châtenay-Malabry dans la région parisienne. Son père Joseph, comme il le fit à Saint-Chamond, met sa maison à la disposition du mouvement Défense de la France pour l’organisation de réunions clandestines.
En mai 1944, elle rejoint le maquis de Seine-et-Oise et participe aux combats comme agent de liaison pour Défense de la France. Elle est arrêtée le 25 juin 1944 dans une rafle sur la route à Nesles, alors qu’elle roulait à bicyclette. Incarcérée à l’Isle-Adam, elle est ensuite déportée à Ravensbrück en août 1944.
Hélène meurt d’épuisement le 10 mai 1945 huit jours après la libération du camp par les soldats soviétiques de l'Armée rouge, à l'âge de vingt-quatre ans.

## Hommages et postérité
En 1946, elle est décorée à titre posthume de la médaille de la résistance avec rosette et faite chevalier de la légion d'honneur avec la citation suivante :

« Jeune Alsacienne d’une nature indomptable, n’ayant jamais accepté la défaite, n’a cessé pendant 4 ans de lutter contre l’occupant en distribuant des journaux clandestins, convoyant des parachutistes, aidant les réfractaires. A exigé de ses chefs, au moment de la création du maquis, l’honneur d’aller se battre. A forcé l’admiration de ses camarades lors d’un combat où 60 partisans furent encerclés par tout un régiment allemand, en accomplissant avec une bravoure désespérée, au vu et sous le feu de l’ennemi qui ne cessait de tirer sur elle, les missions de transmissions d’ordres qui permirent aux 2/3 des effectifs d’échapper à l’ennemi. Est retournée 2 jours après sur les lieux du combat pour récupérer les armes abandonnées par les partisans. Prise les armes à la main, en a tellement imposé par son attitude aux Allemands qu’ils n’osèrent pas la fusiller. Déportée dans les camps de concentration d'Allemagne, ne s'est jamais départie de son attitude farouche et indomptable. »

Philippe Viannay lui rend hommage dans un de ses ouvrages : « Peu de fois dans ma vie j'ai rencontré un être qui puisse à ce point se résumer à une volonté. Non qu'elle fût dépourvue d'autres qualités : elle était belle, intelligente, fière, rieuse, intrépide. Mais tout en elle s'ordonnait autour de ce qu'elle avait choisi. Ensuite elle faisait front à tout, sans hésitation. ».
A Saint-Chamond et Châtenay-Malabry, une rue porte son nom.
Le nom d'Hélène Roederer a été donné à la bibliothèque de la faculté des Lettres de Lyon et chaque année, le 10 mai, l’université Jean-Moulin-Lyon-III commémore son souvenir.

## Distinctions
- Chevalier de la Légion d'honneur (1946)[12]
- Médaille de la Résistance française avec rosette (par décret du 24 avril 1946)[15],[16]
- Mort pour la France (arrêté ministériel du 15 juin 1995)[17]